# IC 3383
IC 3383 ist eine linsenförmige Zwerggalaxie vom Hubble-Typ dS0/a im Sternbild Jungfrau an der Ekliptik. Sie ist schätzungsweise 78 Millionen Lichtjahre von der Milchstraße entfernt und hat einen Durchmesser von etwa 20.000 Lichtjahren. Unter der Katalognummer VCC 1075 ist sie als Mitglied des Virgo-Galaxienhaufens aufgeführt. 

Im selben Himmelsareal befinden sich u. a. die Galaxien NGC 4442, IC 3361, IC 3374, IC 3412.
Das Objekt wurde am 7. Mai 1904  vom US-amerikanischen Astronomen Royal Harwood Frost entdeckt.